# 伊集院光の週末TSUTAYAに行ってこれ借りよう!
『伊集院光の週末TSUTAYAに行ってこれ借りよう!』（いじゅういんひかるのしゅうまつツタヤにいってこれかりよう）は、2012年4月6日から2016年9月23日まで毎週金曜日に放送されていたTBSラジオ制作の番組である。

## 概要
ゲストがDVDソフト化された映画を推薦して紹介したり、出演者の全員で感想を言い合ったりする番組である。
ゲストは、同じ人物が「週末これ借りよう編」とその2週間後に放送される「先週あれ観たよ編」の2回にわたって出演する。2週分をまとめて収録 し、伊集院とアシスタントは「週末これ借りよう編」で紹介された映画を「先週あれ観たよ編」の収録までに実際に鑑賞している。鑑賞は伊集院たちのみならず、当番組を内包するワイド番組『たまむすび』金曜日の出演者（玉袋筋太郎など）も行い、番組開始前の紹介時などに若干の感想を述べるのが慣例となっていた。
2012年4月13日から、「週末これ借りよう編」のみではあるが、プロデューサーである池田卓生の尽力によって、ラジオで放送されて3日後から12日間ポッドキャストでダイジェスト版が試験的に配信されていた。
2015年4月からは愛知・CBCラジオにもネットされた が、同年12月25日の放送をもってネットを終了した。
2016年7月1日以降、単独提供スポンサーだったTSUTAYAが降板（それに伴う番組タイトル変更はなし）。同年9月23日放送分をもって番組終了となった。
TBSラジオと同時ではないが、TSUTAYAの店内でも放送されていた。

## 出演

### パーソナリティ
- 伊集院光

### アシスタント
- 竹内香苗（出演当時TBSアナウンサー、#1 - #13[7]）
- 小林悠（出演当時TBSアナウンサー、#14 - #51[8]）
- 山内あゆ（TBSアナウンサー、#52 - #66[9]）
- 阿部哲子（フリーアナウンサー、元・日本テレビアナウンサー、#67 - #104）
- 安田美香[10]（フリーアナウンサー、#105 - #115, #116）※隔回担当
- 吉井歌奈子[10]（フリーアナウンサー、元・東海テレビアナウンサー、#106 - #114）※隔回担当

## 放送時間
- TBSラジオ…毎週金曜日15:00 - 15:20ごろ（『たまむすび』内）
- CBCラジオ…毎週金曜日17:05 - 17:25（『丹野みどりのよりどりっ!』内、2015年4月3日 - 12月25日）

## ゲストと推薦した作品
- これ…週末これ借りよう編が放送された日。
- あれ…先週あれ観たよ編が放送された日。

|      | これ           | あれ           | ゲスト                          | 作品                                   | アシスタント |
| ---- | -------------- | -------------- | ------------------------------- | -------------------------------------- | ------------ |
| #1   | 2012年4月6日   | 2012年4月20日  | 玉袋筋太郎                      | 遙かなる山の呼び声                     | 竹内香苗     |
| #2   | 2012年4月13日  | 2012年4月27日  | 太田光                          | ジャイアンツ                           | 竹内香苗     |
| #3   | 2012年5月4日   | 2012年5月18日  | 清水ミチコ                      | 太陽がいっぱい                         | 竹内香苗     |
| #4   | 2012年5月11日  | 2012年5月25日  | 戸田奈津子                      | 情婦                                   | 竹内香苗     |
| #5   | 2012年6月1日   | 2012年6月15日  | マツコ・デラックス              | ダンサー・イン・ザ・ダーク             | 竹内香苗     |
| #6   | 2012年6月8日   | 2012年6月22日  | 松尾貴史                        | 裏窓                                   | 竹内香苗     |
| #7   | 2012年6月29日  | 2012年7月13日  | 宮内鎮雄                        | スタア誕生                             | 竹内香苗     |
| #8   | 2012年7月6日   | 2012年7月20日  | 水道橋博士                      | 愛のむきだし                           | 竹内香苗     |
| #9   | 2012年7月27日  | 2012年8月10日  | LiLiCo                          | 歓びを歌にのせて                       | 竹内香苗     |
| #10  | 2012年8月3日   | 2012年8月17日  | 劇団ひとり                      | 恋はデジャ・ブ                         | 竹内香苗     |
| #11  | 2012年8月24日  | 2012年9月7日   | 赤江珠緒                        | イエスマン “YES”は人生のパスワード     | 竹内香苗     |
| #12  | 2012年8月31日  | 2012年9月14日  | コトブキツカサ                  | イグジット・スルー・ザ・ギフトショップ | 竹内香苗     |
| #13  | 2012年9月21日  | 2012年10月5日  | 町山智浩                        | ことの終わり                           | 竹内香苗     |
| #14  | 2012年9月28日  | 2012年10月12日 | 竹内香苗                        | リトル・ミス・サンシャイン             | 小林悠       |
| #15  | 2012年10月19日 | 2012年11月2日  | 園子温                          | ウィンターズ・ボーン                   | 小林悠       |
| #16  | 2012年10月26日 | 2012年11月9日  | 田原総一朗                      | ブラックブック                         | 小林悠       |
| #17  | 2012年11月16日 | 2012年11月30日 | 平田オリザ                      | トウキョウソナタ                       | 小林悠       |
| #18  | 2012年11月23日 | 2012年12月7日  | 山本晋也                        | お早よう                               | 小林悠       |
| #19  | 2012年12月14日 | 2012年12月28日 | 品川ヒロシ                      | オールド・ボーイ                       | 小林悠       |
| #20  | 2012年12月21日 | 2013年1月4日   | テリー伊藤                      | 愛と青春の旅だち                       | 小林悠       |
| #21  | 2013年1月11日  | 2013年1月25日  | 井筒和幸                        | 突破口!                                | 小林悠       |
| #22  | 2013年1月18日  | 2013年2月1日   | 玉袋筋太郎 ※2回目               | SMOKE                                  | 小林悠       |
| #23  | 2013年2月8日   | 2013年3月1日   | 電気グルーヴ（ピエール瀧）      | アンヴィル! 夢を諦めきれない男たち     | 小林悠       |
| #24  | 2013年2月15日  | 2013年3月8日   | 電気グルーヴ（石野卓球）        | ブルーノ                               | 小林悠       |
| #25  | 2013年2月22日  | 2013年3月15日  | 太田光 ※2回目                   | 真夜中のカーボーイ                     | 小林悠       |
| #26  | 2013年3月22日  | 2013年4月5日   | みうらじゅん                    | わさお                                 | 小林悠       |
| #27  | 2013年3月29日  | 2013年4月12日  | 福本伸行                        | 生きる                                 | 小林悠       |
| #28  | 2013年4月19日  | 2013年5月3日   | 養老孟司                        | 女はみんな生きている                   | 小林悠       |
| #29  | 2013年4月26日  | 2013年5月10日  | 戸田奈津子 ※2回目               | めぐり逢えたら                         | 小林悠       |
| #30  | 2013年5月17日  | 2013年5月31日  | 菊地成孔                        | ロング・グッドバイ                     | 小林悠       |
| #31  | 2013年5月24日  | 2013年6月7日   | 黒澤和子                        | カッコーの巣の上で                     | 小林悠       |
| #32  | 2013年6月14日  | 2013年6月28日  | 永六輔                          | 男はつらいよ 寅次郎純情詩集            | 小林悠       |
| #33  | 2013年6月21日  | 2013年7月5日   | 宮内鎮雄 ※2回目                 | モンパルナスの灯                       | 小林悠       |
| #34  | 2013年7月12日  | 2013年7月26日  | バカリズム                      | トキワ荘の青春                         | 小林悠       |
| #35  | 2013年7月19日  | 2013年8月2日   | 小倉智昭                        | ミュージック・オブ・ハート             | 小林悠       |
| #36  | 2013年8月9日   | 2013年8月23日  | 藤子不二雄Ⓐ                     | 少年時代                               | 小林悠       |
| #37  | 2013年8月16日  | 2013年8月30日  | 三村マサカズ                    | ダイ・ハード                           | 小林悠       |
| #38  | 2013年9月6日   | 2013年9月20日  | コトブキツカサ ※2回目           | マン・オン・ザ・ムーン                 | 小林悠       |
| #39  | 2013年9月13日  | 2013年9月27日  | 石井ふく子                      | 喜びも悲しみも幾歳月                   | 小林悠       |
| #40  | 2013年10月4日  | 2013年10月18日 | 崔洋一                          | 太陽の墓場                             | 小林悠       |
| #41  | 2013年10月11日 | 2013年10月25日 | 爆笑問題（田中裕二）            | オーメン                               | 小林悠       |
| #42  | 2013年11月1日  | 2013年11月15日 | 爆笑問題（太田光 ※3回目）       | 8 1/2                                  | 小林悠       |
| #43  | 2013年11月8日  | 2013年11月22日 | 宮本信子                        | グラディエーター                       | 小林悠       |
| #44  | 2013年11月29日 | 2013年12月20日 | 町山智浩 ※2回目                 | アイズ・ワイド・シャット               | 小林悠       |
| #45  | 2013年12月6日  | 2013年12月27日 | 鈴木圭介                        | ロンゲスト・ヤード                     | 小林悠       |
| #46  | 2014年1月3日   | 2014年1月17日  | 若山弦蔵                        | 第三の男                               | 小林悠       |
| #47  | 2014年1月10日  | 2014年1月24日  | 妻夫木聡                        | シコふんじゃった。                     | 小林悠       |
| #48  | 2014年1月31日  | 2014年2月14日  | 木村大作                        | 用心棒                                 | 小林悠       |
| #49  | 2014年2月7日   | 2014年2月21日  | みうらじゅん ※2回目             | ラストラブ                             | 小林悠       |
| #50  | 2014年2月28日  | 2014年3月14日  | 大槻ケンヂ                      | パララックス・ビュー                   | 小林悠       |
| #51  | 2014年3月7日   | 2014年3月21日  | パックン                        | プレステージ                           | 小林悠       |
| #52  | 2014年3月28日  | 2014年4月11日  | 小林悠                          | 二十四の瞳（1954年版）                 | 山内あゆ     |
| #53  | 2014年4月4日   | 2014年4月18日  | 宇多丸                          | ハッスル&フロウ                        | 山内あゆ     |
| #54  | 2014年4月25日  | 2014年5月9日   | 有田哲平                        | エスター                               | 山内あゆ     |
| #55  | 2014年5月2日   | 2014年5月16日  | 宮沢章夫                        | ヒポクラテスたち                       | 山内あゆ     |
| #56  | 2014年5月23日  | 2014年6月6日   | 森田正光                        | ツイスター                             | 山内あゆ     |
| #57  | 2014年5月30日  | 2014年6月13日  | 玉袋筋太郎 ※3回目               | ミッドナイトクロス                     | 山内あゆ     |
| #58  | 2014年6月20日  | 2014年7月4日   | 鈴木圭介 ※2回目                 | オルカ                                 | 山内あゆ     |
| #59  | 2014年6月27日  | 2014年7月11日  | 行定勲                          | 大人の見る繪本 生れてはみたけれど      | 山内あゆ     |
| #60  | 2014年7月18日  | 2014年8月1日   | 八代英輝                        | 完全なる報復                           | 山内あゆ     |
| #61  | 2014年7月25日  | 2014年8月8日   | 宍戸錠                          | 拳銃は俺のパスポート                   | 山内あゆ     |
| #62  | 2014年8月15日  | 2014年8月29日  | 周防正行                        | フォロー・ミー                         | 山内あゆ     |
| #63  | 2014年8月22日  | 2014年9月5日   | 大根仁                          | 永遠の人                               | 山内あゆ     |
| #64  | 2014年9月12日  | 2014年9月26日  | 鴻上尚史                        | ガープの世界                           | 山内あゆ     |
| #65  | 2014年9月19日  | 2014年10月3日  | ブラザートム                    | ドクトル・ジバゴ                       | 山内あゆ     |
| #66  | 2014年10月10日 | 2014年10月24日 | 中島美嘉                        | 4分間のピアニスト                      | 山内あゆ     |
| #67  | 2014年10月17日 | 2014年10月31日 | 山内あゆ                        | ひゃくはち                             | 阿部哲子     |
| #68  | 2014年11月7日  | 2014年11月21日 | 宮﨑美子                        | 銀河ヒッチハイク・ガイド               | 阿部哲子     |
| #69  | 2014年11月14日 | 2014年11月28日 | 平田満                          | 道                                     | 阿部哲子     |
| #70  | 2014年12月5日  | 2014年12月19日 | 森本レオ                        | 冒険者たち                             | 阿部哲子     |
| #71  | 2014年12月12日 | 2014年12月26日 | 鈴木亮平                        | フル・モンティ                         | 阿部哲子     |
| #72  | 2015年1月9日   | 2015年1月23日  | 蛭子能収                        | 遊星からの物体X                        | 阿部哲子     |
| #73  | 2015年1月16日  | 2015年1月30日  | カンパニー松尾                  | 絶対の愛                               | 阿部哲子     |
| #74  | 2015年2月6日   | 2015年2月20日  | 太田光 ※4回目                   | ラストタンゴ・イン・パリ               | 阿部哲子     |
| #75  | 2015年2月13日  | 2015年2月27日  | 柴田理恵                        | 兵隊やくざ                             | 阿部哲子     |
| #76  | 2015年3月6日   | 2015年3月20日  | みうらじゅん ※3回目             | おかえり、はやぶさ                     | 阿部哲子     |
| #77  | 2015年3月13日  | 2015年3月27日  | IVAN                            | ロッキー・ホラー・ショー               | 阿部哲子     |
| #78  | 2015年4月3日   | 2015年4月17日  | 本谷有希子                      | 12モンキーズ                           | 阿部哲子     |
| #79  | 2015年4月10日  | 2015年4月24日  | ももいろクローバーZ（高城れに） | ポカホンタス                           | 阿部哲子     |
| #80  | 2015年5月1日   | 2015年5月15日  | 崔洋一 ※2回目                   | ローズマリーの赤ちゃん                 | 阿部哲子     |
| #81  | 2015年5月8日   | 2015年5月22日  | 竹内香苗 ※2回目                 | 天使のくれた時間                       | 阿部哲子     |
| #82  | 2015年5月29日  | 2015年6月12日  | DJ LOVE                         | ホステル                               | 阿部哲子     |
| #83  | 2015年6月5日   | 2015年6月19日  | 小出恵介                        | ミッドナイト・イン・パリ               | 阿部哲子     |
| #84  | 2015年6月26日  | 2015年7月10日  | PERSONZ（JILL）                 | エターナル・サンシャイン               | 阿部哲子     |
| #85  | 2015年7月3日   | 2015年7月17日  | 石井ふく子 ※2回目               | 名もなく貧しく美しく                   | 阿部哲子     |
| #86  | 2015年7月24日  | 2015年8月7日   | 柄本時生                        | 半分の月がのぼる空                     | 阿部哲子     |
| #87  | 2015年7月31日  | 2015年8月14日  | 山本晋也 ※2回目                 | ぼんとリンちゃん                       | 阿部哲子     |
| #88  | 2015年8月21日  | 2015年9月4日   | ピーター・バラカン              | 暴力脱獄                               | 阿部哲子     |
| #89  | 2015年8月28日  | 2015年9月11日  | 山田太一                        | 楢山節考（1958年版）                   | 阿部哲子     |
| #90  | 2015年9月18日  | 2015年10月2日  | ナイツ（塙宣之）                | スクール・オブ・ロック                 | 阿部哲子     |
| #91  | 2015年9月25日  | 2015年10月9日  | 和田唱                          | 夢のチョコレート工場                   | 阿部哲子     |
| #92  | 2015年10月16日 | 2015年10月30日 | 千秋                            | 風と共に去りぬ                         | 阿部哲子     |
| #93  | 2015年10月23日 | 2015年11月6日  | 前田吟                          | 初恋のきた道                           | 阿部哲子     |
| #94  | 2015年11月13日 | 2015年11月27日 | 鈴木圭介 ※3回目                 | 魚影の群れ                             | 阿部哲子     |
| #95  | 2015年11月20日 | 2015年12月4日  | マーティ・フリードマン          | セッション                             | 阿部哲子     |
| #96  | 2015年12月11日 | 2015年12月25日 | 山崎弘也                        | ノッティングヒルの恋人                 | 阿部哲子     |
| #97  | 2015年12月18日 | 2016年1月8日   | 山本昌                          | ルパン三世 カリオストロの城            | 阿部哲子     |
| #98  | 2016年1月15日  | 2016年1月29日  | 小西康陽                        | 黒い画集 第二話 寒流                   | 阿部哲子     |
| #99  | 2016年1月22日  | 2016年2月5日   | みうらじゅん ※4回目             | ルパン三世（2014年実写版）             | 阿部哲子     |
| #100 | 2016年2月12日  | 2016年2月26日  | パックン ※2回目                 | インセプション                         | 阿部哲子     |
| #101 | 2016年2月19日  | 2016年3月4日   | 橘ケンチ                        | 息もできない                           | 阿部哲子     |
| #102 | 2016年3月11日  | 2016年3月25日  | 福田正博                        | イコライザー                           | 阿部哲子     |
| #103 | 2016年3月18日  | 2016年4月1日   | ジェーン・スー                  | ファミリー・ツリー                     | 阿部哲子     |
| #104 | 2016年4月8日   | 2016年4月22日  | 浅井愼平                        | 欲望                                   | 阿部哲子     |
| #105 | 2016年4月15日  | 2016年4月29日  | 阿部哲子                        | スルース                               | 安田美香     |
| #106 | 2016年5月6日   | 2016年5月20日  | 是枝裕和                        | クレイマー、クレイマー                 | 吉井歌奈子   |
| #107 | 2016年5月13日  | 2016年5月27日  | KenKen                          | ビッグ・フィッシュ                     | 安田美香     |
| #108 | 2016年6月3日   | 2016年6月17日  | 山寺宏一                        | ミセス・ダウト                         | 吉井歌奈子   |
| #109 | 2016年6月10日  | 2016年6月24日  | 宮藤官九郎                      | マッキー                               | 安田美香     |
| #110 | 2016年7月1日   | 2016年7月15日  | 木村太郎                        | 巴里のアメリカ人                       | 吉井歌奈子   |
| #111 | 2016年7月8日   | 2016年7月22日  | 関根勤                          | イングロリアス・バスターズ             | 安田美香     |
| #112 | 2016年7月29日  | 2016年8月12日  | 伊東四朗                        | 眼下の敵                               | 吉井歌奈子   |
| #113 | 2016年8月5日   | 2016年8月19日  | 町山広美                        | 死闘の伝説                             | 安田美香     |
| #114 | 2016年8月26日  | 2016年9月9日   | 太田光 ※5回目                   | ウディ・アレンの重罪と軽罪             | 吉井歌奈子   |
| #115 | 2016年9月2日   | 2016年9月16日  | 玉袋筋太郎 ※4回目               | マッドマックス 怒りのデス・ロード      | 安田美香     |
| #116 | 2016年9月23日  | -              | 伊集院光                        | 廿日鼠と人間（1939年版）               | 安田美香     |

## BEST OF これ借りよう201X
2013年12月13日は、伊集院が当時のアシスタント・小林と玉袋筋太郎が出演している『小林悠 たまむすび』のスタジオに生出演し、『BEST OF これ借りよう2013』を放送。
2015年1月2日は、前回とは異なり玉袋が本番組の収録スタジオに出演する形で『BEST OF これ借りよう2014』を放送。
2016年1月1日は、単独番組 として『BEST OF これ借りよう2015』を、通常より10分長い放送枠（18:00 - 18:30）で放送。

## 特別編
コーナー終了後の2016年12月28日および2017年1月11日、伊集院の冠番組『伊集院光とらじおと』内のコーナーとして特別編『年末年始この映画を借りて観よう』を放送。ゲストは片渕須直で、『つぐない』を紹介。アシスタントは新井麻希が務めた。

## 関連書籍
- 『伊集院光の今週末この映画を借りて観よう vol.1』（2016年9月23日発行、宝島社）
  - #2,4,18,24,37,40,57,109の放送内容に、未放送部分や伊集院のゲストに対する感想などを加筆。
- 『伊集院光の今週末この映画を借りて観よう vol.2』（2016年11月25日発行、宝島社）
  - #5,23,26,48,62,88,89,106の放送内容に、未放送部分や伊集院のゲストに対する感想などを加筆。